# Škoda 633
Der Škoda 633 war das kleinere Schwestermodell des Škoda 645. Der PKW kam 1931 mit verschiedenen Aufbauten in Holz-/Stahlmischkonstruktion heraus.
Der wassergekühlte, seitengesteuerte Sechszylinder-Viertakt-Motor hatte einen Hubraum von 1792 cm³ und eine Leistung von 33 PS (24 kW). Er beschleunigte das 835–1150 kg schwere Fahrzeug bis auf 100 km/h. Über das an den Motorblock angeflanschte Getriebe und eine Kardanwelle wurde die Antriebskraft an die Hinterräder weitergeleitet. Der Rahmen des Wagens bestand aus genieteten Stahl-U-Profilen.

## Quelle
- Škoda 633 „HISTORIE“